# Kandyd (historyk)
Kandyd Izauryjczyk (gr. Κἄνδιδος Ισαυρος – Kandidos Isauros; ur. V w. n.e., zm. VI w. n.e.) – grecki historyk późnego antyku, pochodzący z Izaurii. Był chrześcijaninem. Znany jest jedynie z Biblioteki (Kodeks 79) Focjusza oraz Księgi Suda (hasło χειρίζω – cheirizo). Pełnił urząd sekretarza prefekta.

## Dzieło
Dzieło Kandyda Historie składało się z trzech ksiąg i obejmowało dzieje cesarstwa wschodniego i zachodniego w okresie od 457 do 491 roku. Rozpoczyna od proklamacji cesarza Leona I Makellesa, a kończy na proklamacji Anastazjusza. Styl autora – według Focjusza – był nieodpowiedni dla dzieł historycznych: zawierał zbyt dużo innowacji składniowych, w nazbyt patetycznym i poetyckim tonie.

### Treść
Księga pierwsza omawia dojście do władzy Leona, pożar w Konstantynopolu, a także potwierdzenie przymierza z Izauryjczykami. W wyniku knowań ze strony syna Aspara, Ardabura, doszło do egzekucji Aspara oraz jego synów. Po śmierci Leona cesarskiej koronacji dostąpił Zenon. Kandyd przedstawia genealogię Izaurów, opowiada o ich rzezi w Konstantynopolu. Podaje, że Zenon porzucił tron i uciekł wraz z rodziną. Na tron wstąpił Nepos, a po nim Augustulus.
W drugiej księdze opowiada o Armatosie oraz Bazyliskusie, dojściu do władzy uzurpatora i jego upadku. Zenon musiał udać się na wygnanie, gdzie został wraz z rodziną zamordowany. Armatosa również spotkał tragiczny koniec – został posiekany na kawałki, a jego syn został zdegradowany. Autor wspomina również o knowaniach Weryny, niepokojach w kościołach wschodnich, wywołanych przez Piotra Heretyka, patriarchę Antiochii, zabójstwie Neposa, wygnaniu jego następcy, następnie o jedynowładcy Odoakerze. Relacjonuje również wojnę domową przeciwko Zenonowi i stłumienie buntu przy pomocy starszych braci (Illusa i Marcjana).
Księga trzecia opisuje jawny bunt Illusa przeciw Zenonowi, zakończony ścięciem Illusa.